# Another Scandal
Pour plus de détails, voir Fiche technique et Distribution.
Another Scandal est un film américain réalisé par Edward H. Griffith, sorti en 1924.
Le film, qui a pour principaux interprètes Lois Wilson et Holmes Herbert est une adaptation de la pièce à succès Scandal de Cosmo Hamilton (en), créée en 1919.

## Fiche technique
- Titre original : Another Scandal
- Titre français : Another Scandal
- Réalisation : Edward H. Griffith
- Scénario : G. Marion Burton d'après la pièce de Cosmo Hamilton (en)
- Photographie :
- Montage : Dal Clawson
- Direction artistique :
- Décors :
- Costumes :
- Producteur :
- Société de production  : Tilford Cinema Corporation
- Société de  distribution  : W. W. Hodkinson
- Pays de production :  États-Unis
- Langue : Anglais
- Format : Noir et blanc - Muet
- Genre : Drame
- Durée : 80 minutes (1 h 20)
- Date de sortie : 
  - États-Unis : 22 juin 1924

## Distribution
- Lois Wilson : Beatrice Vanderdyke
- Holmes Herbert : Pelham Franklin
- Flora Le Breton (en) : Mme. May Beamish
- Hedda Hopper : Cousin Elizabeth MacKenzie
- Ralph Bunker : Mally
- Zeffie Tilbury : Brownie
- Ralph W. Chambers : Valentine Beamish
- Bigelow Cooper : Mitchell Burrows
- Allan Simpson (en) : Alec Greenwood
- Harry Gripp : « Arry » Arris